# Perubahita confusa
Perubahita confusa är en insektsart som beskrevs av Delong 1982. Perubahita confusa ingår i släktet Perubahita och familjen dvärgstritar. Inga underarter finns listade i Catalogue of Life.